# Amásjávrre
Amásjávrre, enligt tidigare ortografi Amasjaure, är en sjö huvudsakligen i Hamarøy kommun i Norge (där sjöns namn är Amásvágjávrre), men också i Jokkmokks kommun i Lappland. Sjön har en area på 2,81 km² varav 0,67 km² ligger i Sverige. Amásjávrre ligger 769 meter över havet och dess sydligaste strand utgör Padjelantas nordligaste punkt. Sjön har inget utlopp mot Sverige då den avvattnas av vattendraget Amásvákjåhkå i Norge som är ett biflöde till Njallajåhkå som mynnar i Hellmofjorden (Atlanten). Amásjávrre ligger i dalgången Amásvágge som är en karg miljö med branta sidor och branta trösklar mot norr.

## Galleri

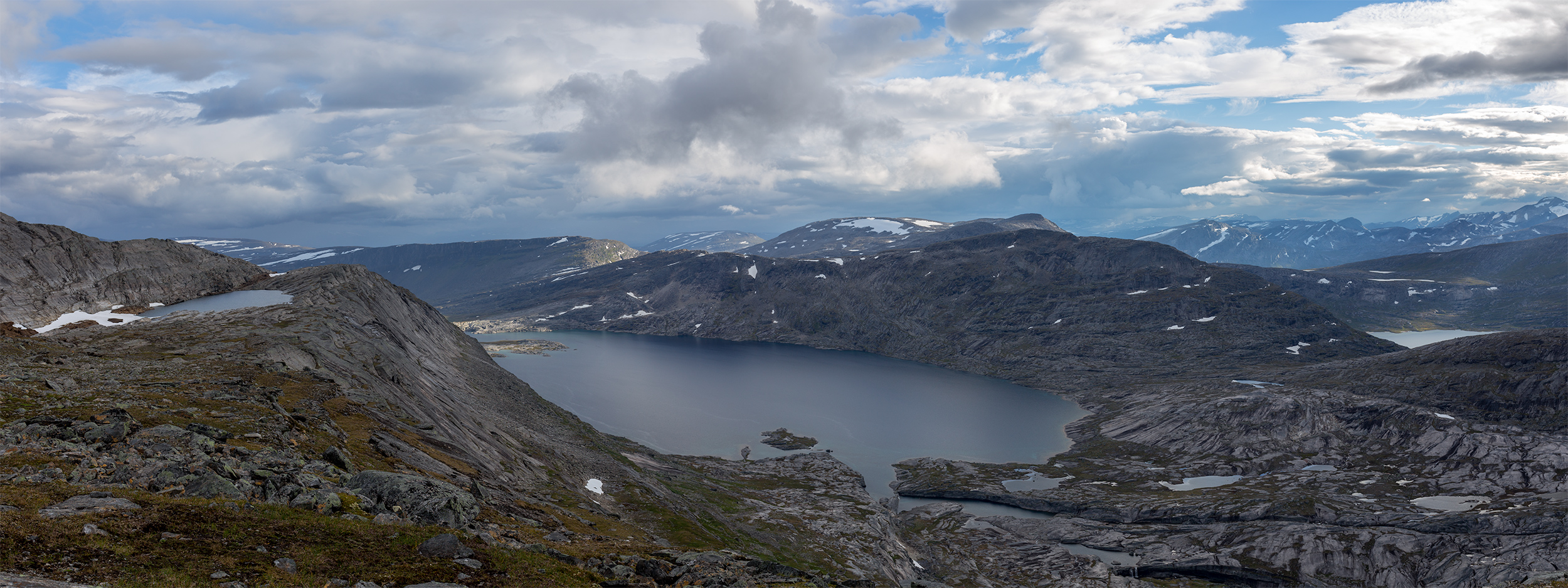
Vy från Tjårok mot västra Amásjávrre - den del som ligger i Norge.